# Power Up Tour
Power Up Tour je probíhající koncertní turné australské rockové skupiny AC/DC, které se koná od 17. května 2024 do 21. srpna 2025 po velkých stadionech a areálech po Evropě, Severní Americe a Oceánie.
Turné bylo oznámeno AC/DC na jejích stránkách 12. února 2024 společně s informací, že baskytarista Cliff Williams a bubeník Phil Rudd se turné nezúčastní, protože Williams znovu odešel do důchodu a Rudd, aby se mohl starat o svou nemocnou partnerku. Nahradili je americký baskytarista Chris Chaney a americký bubeník Matt Laug, který vystoupil se skupinou už v říjnu 2023 na festivalu Power Trip.
AC/DC 3. února 2025 oznámili, že pojede v létě 2025 znovu druhou evropskou část a třetí část turné.

## Setlist
1. "If You Wanna Blood (You've Got It)" (Highway to Hell)
2. "Back in Black" (Back in Black)
3. "Demon Fire" (Power Up)
4. "Shot Down in Flames" (Highway to Hell)
5. "Thunderstruck" (The Razors Edge)
6. "Have Drink on Me" (Back in Black)
7. "Hells Bells" (Back in Black)
8. "Shot in The Dark" (Power Up)
9. "Stiff Upper Lip" (Stiff Upper Lip)
10. "You Shook Me All Night Long" (Back in Black)
11. "Rock 'n' Roll Train" (Black Ice)
12. "Shoot to Thrill" (Back in Black)
13. "Sin City" (Powerage)
14. "Givin' the Dog a Bone" (Back in Black)
15. "Dirty Deeds Done Dirt Cheap" (Dirty Deeds Done Dirt Cheap)
16. "Dog Eat Dog" (Let There Be Rock)
17. "High Voltage" (High Voltage/T.N.T.)
18. "Hell Ain't a Bad Place To Be" (Let There Be Rock)
19. "Riff Raff" (Powerage)
20. "Highway to Hell" (Highway to Hell)
21. "Whole Lotta Rosie" (Let There Be Rock)
22. "Let There Be Rock" (Let There Be Rock)

#### Přídavek:
1. "T.N.T." (High Voltage/T.N.T.)
2. "For Those About to Rock (We Salute You)" (For Those About to Rock)

## Seznam koncertů
| 1. část - Evropa          | 1. část - Evropa | 1. část - Evropa | 1. část - Evropa              | 1. část - Evropa      |
| Datum                     | Město            | Stát             | Místo                         | Předkapela            |
| ------------------------- | ---------------- | ---------------- | ----------------------------- | --------------------- |
| 17. května 2024           | Gelsenkirchen    | Německo          | Veltins-Arena                 | The Pretty Reckless   |
| 21. května 2024           | Gelsenkirchen    | Německo          | Veltins-Arena                 | The Pretty Reckless   |
| 25. května 2024           | Reggio Emilia    | Itálie           | RCF Arena                     | The Pretty Reckless   |
| 29. května 2024           | Sevilla          | Španělsko        | Estadio La Cartuja            | The Pretty Reckless   |
| 1. června 2024            | Sevilla          | Španělsko        | Estadio La Cartuja            | The Pretty Reckless   |
| 5. června 2024            | Amsterdam        | Nizozemsko       | Johan Cruyff Arena            | The Pretty Reckless   |
| 9. června 2024            | Mnichov          | Německo          | Olympiastadion Mnichov        | The Pretty Reckless   |
| 12. června 2024           | Mnichov          | Německo          | Olympiastadion Mnichov        | The Pretty Reckless   |
| 16. června 2024           | Drážďany         | Německo          | Messe                         | The Pretty Reckless   |
| 19. června 2024           | Drážďany         | Německo          | Messe                         | The Pretty Reckless   |
| 23. června 2024           | Vídeň            | Rakousko         | Ernst-Happel-Stadion          | The Pretty Reckless   |
| 26. června 2024           | Vídeň            | Rakousko         | Ernst-Happel-Stadion          | The Pretty Reckless   |
| 29. června 2024           | Curych           | Švýcarsko        | Letzigrund                    | The Pretty Reckless   |
| 3. července 2024          | Londýn           | Anglie           | Wembley Stadium               | The Pretty Reckless   |
| 7. července 2024          | Londýn           | Anglie           | Wembley Stadium               | The Pretty Reckless   |
| 13. července 2024         | Hockenheim       | Německo          | Hockenheimring                | The Pretty Reckless   |
| 17. července 2024         | Stuttgart        | Německo          | Cannstatter Wasen             | The Pretty Reckless   |
| 21. července 2024         | Bratislava       | Slovensko        | Letiště Vajnory               | The Pretty Reckless   |
| 27. července 2024         | Norimberk        | Německo          | Zeppelinfeld                  | The Pretty Reckless   |
| 31. července 2024         | Hannover         | Německo          | Messe                         | The Pretty Reckless   |
| 4. srpna 2024             | Hannover         | Německo          | Messe                         | The Pretty Reckless   |
| 9. srpna 2024             | Dessel           | Belgie           | Festivalpark Stenehei         | The Pretty Reckless   |
| 13. srpna 2024            | Paříž            | Francie          | Hipodrom Longchamp            | The Pretty Reckless   |
| 17. srpna 2024            | Dublin           | Irsko            | Croke Park                    | The Pretty Reckless   |
| 2. část - Severní Amerika |                  |                  |                               |                       |
| 10. dubna 2025            | Minneapolis      | USA              | US Bank Stadium               | The Pretty Reckless   |
| 14. dubna 2025            | Arlington        | USA              | AT&T Stadium                  | The Pretty Reckless   |
| 18. dubna 2025            | Pasadena         | USA              | Rose Bowl                     | The Pretty Reckless   |
| 22. dubna 2025            | Vancouver        | Kanada           | BC Place Stadium              | The Pretty Reckless   |
| 26. dubna 2025            | Las Vegas        | USA              | Allegiant Stadium             | The Pretty Reckless   |
| 30. dubna 2025            | Detroit          | USA              | Ford Field                    | The Pretty Reckless   |
| 4. května 2025            | Foxborough       | USA              | Gillette Stadium              | The Pretty Reckless   |
| 8. května 2025            | Pittsburgh       | USA              | Acrisure Stadium              | The Pretty Reckless   |
| 12. května 2025           | Landover         | USA              | Northwest Stadium             | The Pretty Reckless   |
| 16. května 2025           | Tampa            | USA              | Raymond James Stadium         | The Pretty Reckless   |
| 20. května 2025           | Nashville        | USA              | Nissan Stadium                | The Pretty Reckless   |
| 24. května 2025           | Chicago          | USA              | Soldier Field                 | The Pretty Reckless   |
| 28. května 2025           | Cleveland        | USA              | Huntington Bank Field         | The Pretty Reckless   |
| 3. část - Evropa          |                  |                  |                               |                       |
| 26. června 2025           | Praha            | Česko            | Letiště Letňany               | The Pretty Reckless   |
| 30. června 2025           | Berlín           | Německo          | Olympiastadion Berlín         | The Pretty Reckless   |
| 4. července 2025          | Varšava          | Polsko           | Národní stadion               | The Pretty Reckless   |
| 8. července 2025          | Düsseldorf       | Německo          | Düsseldorf Park Open Air      | The Pretty Reckless   |
| 12. července 2025         | Madrid           | Španělsko        | Wanda Metropolitano           | The Pretty Reckless   |
| 16. července 2025         | Madrid           | Španělsko        | Wanda Metropolitano           | The Pretty Reckless   |
| 20. července 2025         | Imola            | Itálie           | Autodromo Enzo e Dino Ferrari | The Pretty Reckless   |
| 24. července 2025         | Tallinn          | Estonsko         | Song Festival Grounds         | The Pretty Reckless   |
| 28. července 2025         | Göteborg         | Švédsko          | Ullevi                        | The Pretty Reckless   |
| 1. srpna 2025             | Göteborg         | Švédsko          | Ullevi                        | The Pretty Reckless   |
| 5. srpna 2025             | Oslo             | Norsko           | Bjerke Travbane               | The Pretty Reckless   |
| 9. srpna 2025             | Paříž            | Francie          | Stade de France               | The Pretty Reckless   |
| 13. srpna 2025            | Paříž            | Francie          | Stade de France               | The Pretty Reckless   |
| 17. srpna 2025            | Karlsruhe        | Německo          | Messe Karlsruhe               | The Pretty Reckless   |
| 21. srpna 2025            | Edinburgh        | Skotsko          | Murrayfield                   | The Pretty Reckless   |
| 3. část - Oceánie         |                  |                  |                               |                       |
| 12. listopadu 2025        | Melbourne        | Austrálie        | Melbourne Cricket Ground      | Amyl and The Sniffers |
| 21. listopadu 2025        | Sydney           | Austrálie        | Accor Stadium                 | Amyl and The Sniffers |
| 30. listopadu 2025        | Adelaide         | Austrálie        | Adelaide Grand Final          | Amyl and The Sniffers |
| 4. prosince 2025          | Perth            | Austrálie        | Perth Stadium                 | Amyl and The Sniffers |
| 14. prosince 2025         | Brisbane         | Austrálie        | Suncorp Stadium               | Amyl and The Sniffers |

## Sestava
- Brian Johnson – zpěv
- Angus Young – kytary
- Stevie Young – rytmická kytara, doprovodný zpěv
- Matt Laug – bicí
- Chris Chaney – baskytara, doprovodný zpěv